# Kasper Jensen (fodboldspiller)
 Der er flere personer med dette navn, se Kasper Jensen.
Kasper Jensen (født 7. oktober 1982 i Aalborg) er en dansk tidligere fodboldspiller.

## Karriere
Kasper Jensen spillede i sine ungdomsår i AaB, hvor det dog ikke blev til et gennembrud på klubbens bedste mandskab. Siden har fodboldkarrieren bl.a. bragt ham til Tyskland og Sverige.
Den 28. februar 2013 skrev Kasper Jensen kontrakt med Vejle Boldklub, hvor han konkurrerede med Kristian Fæste om pladsen som 1. målmand .
Efter en halv sæson i Vejle skiftede han til Silkeborg IF på en to-årig kontrakt.
Kasper Jensen har spillet 4 kampe på forskellige danske U-landshold.
Kasper Jensen indstillede officielt karrieren i november 2015 for at hellige sig til sit job som ejendomsmægler.